# Call of Duty: Modern Warfare II
Pour le jeu vidéo de 2009, voir Call of Duty: Modern Warfare 2.
Call of Duty: Modern Warfare II est un jeu vidéo de tir à la première personne développé par le studio Infinity Ward, et édité par Activision. Dévoilé le 28 avril 2022, il est sorti le 28 octobre 2022 sur Microsoft Windows (Steam, Battle.net), PlayStation 4, PlayStation 5, Xbox One et Xbox Series. Il s'agit de la suite de Call of Duty: Modern Warfare sorti en 2019. Comme ce dernier, il sera rattaché au battle royale Call of Duty: Warzone 2.0 disponible en free-to-play.

## Trame

### Synopsis
L'histoire se déroule en 2022, trois ans après la lutte contre le groupe terroriste Al-Qatala, deux ans après les événements de Call of Duty: Warzone. Ayant découvert l'existence d'un trafic d'armes entre la Russie et l'Iran, les États-Unis rasent le site de vente à coup de missiles, tuant le général Ghorbrani, commandant de la Force Al-Qods, venu personnellement superviser l'échange. Le major Hassan Zyani, fidèle second de Ghorbrani, ayant récupéré trois missiles américains volés, décide alors de venger sa mort avec l'aide d'Al-Qatala, et de faire payer les États-Unis en les infiltrant grâce aux cartels mexicains et en les frappant directement sur le territoire national. Le Général Shepherd envoie donc la Task Force 141 ainsi que la Shadow Company, qui s'unissent avec les forces spéciales mexicaines pour l'arrêter.

### Personnages
Le jeu marque le retour du Capitaine Price, leader de la TF141, et de ses hommes: Simon "Ghost" Riley, John "Soap" MacTavish, Kyle "Gaz" Garrick et Nikolai; tandis que la commandante Farah Karim, cheffe des rebelles de la force de libération de l'Urzikstan, fait également son grand retour et que de nouvelles recrues, le colonel Alejandro Vargas de l'unité Los Vaqueros des forces spéciales mexicaines et le commandant Philip Graves de la Shadow Company rejoignent l'équipe sous le commandement du Général Shepherd. Les opérateurs devront affronter plusieurs ennemis: premièrement, le Général Ghorbrani et surtout le major Hassan Zyani de la force Al-Qods, tandis que du côté des ennemis du cartel de Las Almas, il y a Diego, un des lieutenants de l'organisation, et la sicaire Valeria, également connue sous le surnom « El Sin Nombre ».

## Campagne

### Missions
| Nom de mission             | Lieu                          |
| -------------------------- | ----------------------------- |
| Frappe                     | Al Mazrah                     |
| Tuer ou capturer           | Al Mazrah                     |
| Eaux placides              | Amsterdam                     |
| Techniques d'espionnage    | Amsterdam                     |
| Frontière                  | Frontière américano-mexicaine |
| Protection du cartel       | Las Almas                     |
| Soutien aérien             | Mexique                       |
| Point stratégique          | Mexique                       |
| Reconnaissance clandestine | Espagne                       |
| Violence et rapidité       | Urzikstan                     |
| El Sin Nombre              | Las Almas                     |
| Eaux troubles              | Golfe du Mexique              |
| Seul                       | Las Almas                     |
| Évasion                    | Las Almas                     |
| Rétrospective              | Al Mazrah                     |
| Équipe Ghost               | Las Almas                     |
| Compte à rebours           | Chicago                       |

## Coopératif
Cet opus marque le retour du troisième mode coopératif, déjà présent dans Call of Duty: Modern Warfare. 

## Accueil
Le jeu devient le Call of Duty le plus rentable dès sa sortie. En effet, en trois jours, il atteint les 800 millions de dollars de recette. il atteint le milliard de dollars de recettes en dix jours, battant ainsi le précédent record de Black Ops II, qui lui avait engrangé ce chiffre en quinze jours.